# Xanthoparmelia hybridella
Xanthoparmelia hybridella är en lavart som beskrevs av Elix. Xanthoparmelia hybridella ingår i släktet Xanthoparmelia och familjen Parmeliaceae.   Inga underarter finns listade i Catalogue of Life.